# Sojuz TM-6
Sojuz TM-6 (ros. Союз ТМ-6) – radziecki załogowy lot kosmiczny, stanowiący szóstą ekspedycję na stację kosmiczną Mir i czternastą (ostatnią) w ramach  programu Interkosmos. Start z kompleksu startowego numer 1 kosmodromu Bajkonur w Kazachstanie odbył się 29 sierpnia 1988. Doktor Walerij Polakow pozostał na pokładzie stacji, kosmonauci Momand i Lachow powrócili na Ziemię 7 września 1988 na pokładzie Sojuza TM-5.
Skład załogi był nietypowy – dowódca, Władimir Lachow, był przeszkolony w samotnym pilotażu kapsuły Sojuz-TM na wypadek, gdyby statek ratunkowy musiał zabrać z pokładu stacji Mir obu przebywających tam kosmonautów. Dwaj pozostali członkowie załogi, w tym lecący w ramach programu Interkosmos pierwszy Afgańczyk w przestrzeni kosmicznej Abdulahad Momand, byli niedoświadczonymi naukowcami. W składzie załogi nie było inżyniera pokładowego. Jeden z badaczy, doktor Walerij Polakow, pozostał na stacji aby monitorować stan zdrowia Władimira Titowa i Musy Manarowa podczas ostatnich miesięcy z ich planowego rocznego pobytu na stacji.

## Załoga

### Start
- Władimir Lachow (3) – ZSRR
- Walerij Polakow (1) – ZSRR
- Abdulahad Momand (1) – Afganistan

### Rezerwowa
- Anatolij Bieriezowoj – ZSRR
- Gierman Arzamazow – ZSRR
- Mohammed Dauran-Ghulam Masum – Afganistan